# Aksjomaty przeliczalności
Aksjomaty przeliczalności – własności topologiczne służące klasyfikacji przestrzeni topologicznych względem rozmiarów ich charakteru i ciężaru. W tym przypadku nazwa „aksjomat” ma charakter wyłącznie historyczny, dlatego nie powinna być rozumiana w sensie dosłownym.
Przestrzeń topologiczna spełnia:
- pierwszy aksjomat przeliczalności, gdy ma przeliczalną bazę otoczeń w każdym punkcie;
- drugi aksjomat przeliczalności, jeżeli ma przeliczalną bazę przestrzeni topologicznej.

## Przykłady i własności
Każda przestrzeń spełniająca drugi aksjomat przeliczalności spełnia również pierwszy. Implikacja przeciwna jest fałszywa – dowolna przestrzeń metryczna spełnia pierwszy aksjomat przeliczalności (przykładową przeliczalną bazą lokalną w ustalonym punkcie jest rodzina kul otwartych o środku w tym punkcie i wymiernych promieniach), ale na ogół nie spełnia drugiego aksjomatu przeliczalności.
Przykładem przestrzeni metrycznej, która nie spełnia drugiego aksjomatu przeliczalności może być przestrzeń {\displaystyle \ell ^{\infty }} wszystkich ograniczonych ciągów liczbowych z metryką supremum (rodzina wszystkich kul otwartych o środkach w punktach będących ciągami zero-jedynkowymi i promieniu mniejszym niż ¼ jest nieprzeliczalna i składa się ze parami rozłącznych zbiorów otwartych – dowolna baza {\displaystyle \ell ^{\infty }} musi zawierać podzbiór każdego elementu tej rodziny, przez co nie może być przeliczalna).
Ogólniej, dla dowolnej przestrzeni metrycznej następujące własności są równoważne:
- ośrodkowość,
- własność Lindelöfa,
- spełnianie drugiego aksjomatu przeliczalności.

Dowolna przestrzeń topologiczna spełniająca drugi aksjomat przeliczalności jest ośrodkowa. W szczególności zbiór liczb rzeczywistych ze standardową topologią euklidesową spełnia drugi aksjomat przeliczalności – przykładem przeliczalnej bazy może być rodzina ograniczonych przedziałów otwartych o wymiernych końcach.
Istnieją przeliczalne przestrzenie całkowicie regularne, które nie spełniają nawet pierwszego aksjomatu przeliczalności – przykładem może być przestrzeń Apperta.